# Corpo di stato maggiore della Marina Militare
Il Corpo di stato maggiore è uno dei sei corpi della Marina Militare, ma a differenza del Corpo degli equipaggi militari marittimi è formato da soli ufficiali.

## Storia
Il corpo nacque come "Corpo di stato maggiore generale" con la nascita della "Marina da guerra sarda", istituita con l'annessione nel 1815 della Repubblica di Genova al Regno di Sardegna, che in precedenza aveva solo una forza da sbarco inquadrata negli organici dell'esercito sabaudo ed imbarcata su navi condotte da personale marittimo civile. Ebbe il compito di inquadrare il personale adibito al comando delle operazioni di guerra sul mare ed alla condotta delle navi da guerra.
Con la nascita della Regia marina, al "Corpo di stato maggiore generale" sabaudo venne incorporato l'analogo "Corpo degli ufficiali da guerra" della Marina delle Due Sicilie dando vita così all'odierno "Corpo di stato maggiore".
Il corpo subì nel corso degli anni diverse modifiche nella sua organizzazione interna, pur rimanendo il primo anello nella catena di comando della Marina militare.

## Composizione e caratteristiche
Il personale che lo forma rappresenta l'organico dirigenziale principale della Marina militare: gli sono infatti devoluti i compiti di comando delle unità navali e di quasi tutti i principali enti governativi centrali e periferici della forza armata.
Il corpo è costituito da personale formato, nei corsi normali dell'accademia navale, essenzialmente in discipline politico-strategiche ed in alcune nozioni tecnico-scientifiche limitate alla navigazione e alla tattica navale necessarie allo svolgimento dei suoi compiti istituzionali.
Essi si distinguono, attualmente, dagli Ufficiali degli altri Corpi per il solo panno di colore nero posto sotto i distintivi di grado. In passato, prima dell'unificazione avvenuta nel 1973,  erano gli unici ad avere le denominazione di grado tipiche della marina velica (quali tenente di vascello, capitano di corvetta e così via) che li faceva identificare anche come ufficiali di vascello. Anche il fregio del berretto, oggi presente su tutto il personale in servizio permanente di ogni categoria e grado, consistente in un'ancora su panno turchino era esclusivo degli ufficiali del Corpo di Stato Maggiore.

## Altri significati del termine
Il termine "stato maggiore" oltre ad indicare il Corpo dei cosiddetti ufficiali di vascello ha, all'interno della Marina Militare, diversi significati tutti connessi con quello originario di organo direttivo di vertice ed in tal senso i suoi membri possono appartenere a tutti i Corpi della Marina, anche se la maggioranza di essi appartiene al Corpo degli ufficiali omonimo.
Può, quindi riferirsi allo stato maggiore di forza armata, che trae origine dall'Ufficio di stato maggiore, creato nel 1888 dall'allora Ministro della Marina Benedetto Brin (che tra l'altro era un ufficiale del Genio navale) e che rappresenta, appunto, l'organo di vertice della Marina Militare il cui capo di stato maggiore della Marina ne rappresenta la massima carica istituzionale.
Per stato maggiore si intendono anche l'insieme di tutti gli ufficiali di qualsiasi Corpo appartenenti ad un Comando sia territoriale che di Unità navale.

## Profilo di carriera degli ufficiali del ruolo speciale
Lo sviluppo di carriera degli ufficiali del ruolo speciale del Corpo di stato maggiore prevede i seguenti gradi gerarchici, per i quali sono stabilite le rispettive consistenze organiche, come a fianco di ciascuno indicate:
- guardiamarina: 61;
- sottotenente di vascello: 177;
- tenente di vascello: 252;
- capitano di corvetta: 130;
- capitano di fregata: 155;
- capitano di vascello: 20.

Il volume organico complessivo degli ufficiali del ruolo è di 795 unità.
I periodi di permanenza minima nel grado, ovvero gli anni di anzianità minima nel grado, richiesta per l'inserimento nell'aliquota di valutazione a scelta, sono i seguenti:
- tenente di vascello: 8 anni;
- capitano di fregata: 7 anni.

Gli anni di anzianità minima nel grado, richiesta per la promozione ad anzianità, sono i seguenti:
- guardiamarina: 2 anni;
- sottotenente di vascello: 6 anni;
- tenente di vascello: 11 anni;
- capitano di corvetta: 5 anni.

Requisiti speciali per l'avanzamento quali i periodi minimi di imbarco richiesti per l'inserimento nelle aliquote di valutazione, in relazione ai diversi gradi gerarchici, sono i seguenti:
- sottotenente di vascello: 3 anni, anche se svolti tutti o in parte nel grado immediatamente inferiore;
- tenente di vascello: 4 anni, anche se svolti tutti o in parte nel grado immediatamente inferiore.

Le promozioni annuali a scelta al grado superiore sono così determinate:
- 23 o 24 da attribuire a tenenti di vascello con ciclo di quattro anni: 23 promozioni il primo, terzo e quarto anno; 24 promozioni il secondo anno;
- 4 o 5 da attribuire a capitani di fregata con ciclo di cinque anni: 4 promozioni il primo, secondo, quarto e quinto anno; 5 promozioni il terzo anno.